# Dagligvare
En dagligvare er en forbrugsvare, der forbruges relativt hurtigt af en forbruger og som ophører med at eksistere ved forbrug. Dagligvarer er primært fødevarer samt produkter til personlig pleje og rengøring, men også tobak og fastfood. 
Denne definition anvendes også i lukkeloven. 
Dagligvarer sælges typisk i varehuse, supermarkeder, discountbutikker, kiosker og nærbutikker.